# Douglas Laycock
Douglas Laycock est professeur distingué Robert E. Scott à la faculté de droit de l'Université de Virginie et un éminent spécialiste dans les domaines de la liberté religieuse et du droit des recours. Il est également le deuxième vice-président de l'American Law Institute et est membre élu de l'Académie américaine des arts et des sciences.

## Éducation
Laycock obtient sa licence à l'Université d'État du Michigan en 1970 et son doctorat en droit à la faculté de droit de l'Université de Chicago en 1973.

## Carrière universitaire
Il est professeur à la faculté de droit de l'Université de Chicago pendant 5 ans, puis à la faculté de droit de l'Université du Texas pendant 25 ans et à la faculté de droit de l'Université du Michigan, avant de rejoindre la faculté de droit de l'Université de Virginie à l'automne 2010.
Il a également fait partie du panel de contributeurs universitaires du Black's Law Dictionary, 8e éd. (Groupe Ouest, 2004)  (ISBN 0-314-15199-0). En outre, il est élu à l’American Law Institute (ALI) en 1983 et au Conseil de l’ALI en mai 2001. En 2008 et à nouveau en 2011, il est élu pour un mandat de trois ans en tant que 2e vice-président de l'ALI.

## Travaux juridiques et écrits sur la liberté religieuse
Laycock est l'une des personnes ayant plaidé en faveur de la Loi de 1998 sur la protection de la liberté religieuse. Il soutient que l’exemption des pratiques religieuses de la réglementation est constitutionnellement justifié. Cependant il reconnaît les limites de telles exemptions ; il déclare que « bien sûr, les croyants religieux n'ont aucun droit constitutionnel d'infliger un préjudice important à d'autres personnes non consentantes ».
Il a représenté des parties dans quatre affaires devant la Cour suprême sur la liberté religieuse. Il a défendu l'Église de Lukumi Babalu Aye, soutenant avec succès son droit à sacrifier de petits animaux lors de cérémonies religieuses. Il a également défendu l'archevêque catholique romain de San Antonio face à une tentative infructueuse du pouvoir du Congrès de promulguer la loi sur la restauration de la liberté religieuse et de l'appliquer aux États. Il a aussi représenté des parents et des étudiants anonymes dans leur opposition réussie aux prières soutenues par l'école lors des matchs de football au lycée. Plus récemment, il a représenté avec succès l’Église luthérienne Hosanna-Tabor dans une affaire établissant la validité de l'exception ministérielle au regard de la Constitution.
Il est l'un des trois co-auteurs du livre Same Sex Marriage and Religious Liberty (Mariage homosexuel et liberté religieuse). Le chapitre qu'il a rédigé dans cet ouvrage affirme qu’il est souhaitable, et généralement possible, de protéger la liberté des couples de même sexe tout en protégeant la liberté des conservateurs religieux qui ne souhaitent pas soutenir ou faciliter les mariages entre personnes de même sexe.
Dans le domaine des recours, il est l'auteur d'un recueil de jurisprudences, Modern American Remedies (Les recours américains modernes), et d'une monographie, The Death of the Irreparable Injury Rule (La mort de la règle du préjudice irréparable). Il a également écrit un ouvrage sur l'histoire de ce domaine.

## Distinctions
En 2012, le Centre international d'études juridiques et religieuses (ICLRS) et la faculté de droit J. Reuben Clark de l'université Brigham-Young ont décerné à Laycock leur Prix international de la liberté religieuse. Le prix lui a été remis par Cole Durham, directeur fondateur du Centre. Laycock est décrit lors de cette remise comme « une figure de proue du droit de la liberté religieuse ».

## Vie personnelle
Il est marié à Teresa A. Sullivan, la première femme présidente de l'Université de Virginie de 2010 à 2018.